# بخش نیوکاسل (شهرستان کوشوکتون، اوهایو)
بخش نیوکاسل (به انگلیسی: Newcastle Township) یک منطقهٔ مسکونی در ایالات متحده آمریکا است که در شهرستان کوشاکتن، اوهایو واقع شده‌است.
 بخش نیوکاسل ۶۶٫۸۹ کیلومتر مربع مساحت و ۴۷۵ نفر جمعیت دارد و ۲۵۰ متر بالاتر از سطح دریا واقع شده‌است.